# Dolovi (Tuzla, BiH)
Dolovi su naseljeno mjesto u sastavu općine Tuzla, Federacija Bosne i Hercegovine, BiH.

## Zemljopis
Nalazi se uz cestu R 304, R-459 i rijeku Solinu, južno od Doknja, Brđana, sjeverno od Vojne ekonomije Kozlovac, Novog Naselja i sjeverozapadno od Soline i Gradovrha. Postojalo je na popisima do 1981., poslije kojih je ukinuto i pripojeno drugom naselju.
1980. godine pripojeni su Tuzli (Sl.list SRBIH 33/90).
Nalazi se u slivu rijeke Soline. Zbog brdsko-planinske naravi ovog područja, usklađeno se njime oblikovao se prostorni razmještaj, veličini i razvitak svih naselja ovog kraja.

## Povijest
Kuće su izgrađene na iskrčenim brežuljcima, kosama i dolinskim stranama i dosta su udaljene između sebe. Očigledno je da su predci današnjih stanovnika krčili šume radi naseljavanja, odnosno sela su podignuta na krčevinama.

## Stanovništvo
| Dolovi             |       |
| godina popisa      | 1961. |
| Hrvati             |       |
| Srbi               | 3     |
| Muslimani          |       |
| Jugoslaveni        | 425   |
| Mađari             |       |
| Albanci            |       |
| ostali i nepoznato |       |
| ukupno             | 428   |